# Bukovica (Rešetari)
Bukovica is een plaats in de gemeente Rešetari in de Kroatische provincie Brod-Posavina. De plaats telt 180 inwoners (2001).